# Dornier Do J
El Dornier Do J, va ser un hidroavió amb fuselatge de forma de canoa, que va servir per establir una de les primeres línies transoceàniques que van existir, a part de fer travesses oceàniques amb molt d'èxit. Es va fer servir en les Forces Aèries de la República Espanyola (FARE) i, per tant, estava present en l'inici de les hostilitats de Guerra Civil espanyola.

## Història
Claude Dornier va ser un dissenyador amb un talent especial, sobretot per als avions construïts amb metall que va treballar amb Zeppelin des de 1910, i es va fer càrrec de la branca de l'empresa dedicada al desenvolupament d'hidroavions, Zeppelin-Lindau. Ja en 1919 havia dissenyat un gran hidroavió, el Gs I de sis seients, que en virtut del Tractat de Versalles els aliats van destruir el 1920. El 1922 va fundar la fàbrica Dornier Werke Fleugzeugen, i es va fer famós pels seus dissenys d'hidroavions i en especial el Dornier Do J, anomenat Wal (balena). Però la fàbrica no estava preparada per un disseny tan gros, i a més encara estava vigent el tractat, per això es va fabricar a Itàlia a la fàbrica de Construzione Meccaniche Aeronaytiche SA, a la marina de Pisa d'on es va enlairar per primer cop, des del llac de Constança, el 6 de novembre de 1922, i d'Itàlia va sortir el primer exemplar el 1923. També es van fabricar a Suïssa Altenrhein, a Itàlia a Piaggio, al Japó per Kawasaki, a Holanda per Aviolanda i a Espanya per CASA, per acabar, el 1933 va establir la fàbrica a Friedrichshafen Dornier werke GmbH, en total es van fabricar un 300 aparells.
Es tractava d'un avió totalment metàl·lic construït en duralumini i acer amb el fuselatge amb forma d'embarcació, flanquejat per dos flotadors estabilitzadors marítims o Stummel amb formes aerodinàmiques, dels que sortien els suports de l'ala para-sol (Per damunt del fuselatge), que en la part central disposava de riostes per suportar els dos motors en una sola góndola que funcionaven un de tracció i l'altre d'impulsió, a través d'hèlix de quatre pales de fusta. El pilot i el copilot anaven un al costat de l'altre en llocs descoberts prop de la proa de l'aparell, anant darrere d'ells el lloc de la radio, a l'altre extrem del fuselatge, i en un lloc elevat, i havia el empenatge de cua amb riostes.
Sota el nom general de Do J van aparèixer diferents versions del Wal que es diferenciaven, sobretot, pel motor, ja que si bé van començar amb uns Naiper Lion d'un total de 450 CV, van passar pels Rolls-Royce Eagle de 360 CV unitari, que són els que van aconseguir els rècords, els Bristol Jupiter de 480 i 520 CV, els Isotta Franchini de 500 CV, els Farman també de 500 CV, els BMW VI de 600 CV, o els Lorrein Dietrich també de 600 CV. Així mateix també la grandària de l'avió es va incrementar per passar d'un pes a l'envol d'uns 4.000 kg fins a arribar a 14.000 kg. L'avió es va convertir en un èxit immediat a les aerolínies d'Europa i Sud-amèrica.

### Fets Històrics
- Al febrer de 1925, obté 20 records mundials amb diverses carreges de 250 kg fins a 2.000 kg.

- També en 1925, el govern suec compra dos avions perquè Roald Amunsen faci l'expedició fins al pol nord, un matriculat N-24 es va abandonar en la latitud 87º43” i l'altre amb matrícula N-25 va retornar a Itàlia, va ser cedit a l'anglès Courney per fer la travessa a l'Atlàntic, sent venut posteriorment a Alemanya i tornat a matricular com D-1422.

- El 22 de gener de 1926 surt del port de Palos de la Frontera, l'hidroavió anomenat Plus Ultra, tripulat pel pilot comandant Ramón Franco, l'observador capità Julio Ruiz de Alda, el tinent Duran com observador de l'Armada, el caporal mecànic Pablo Rada, i el fotògraf Leopoldo Alonso, que van volar la distància de 10.270 km per etapes en 59 hores i 30 minuts a una mitjana de 172 km/h. Aquest avió s'exhibeix en el museu de Luján (Buenos Aires)[5]

- El 10 de desembre de 1926 van envolar-se els hidroavions Valencia Catalunya i Andalucia de Melilla per arribar a Fernando Po el 25 de desembre en perfecta formació, sobrevolant la costa occidental d'Àfrica en l'expedició denominada La Patrulla Atlántica, comandada pel comandant Rafael Llorente, i després d'un mes d'exploracions, van retornar a la seva base de Atalayón el 26 de febrer de 1927.[6]

- El 17 de març de 1927 el portuguès Sarmiento de Beires i el seu equip va fer la primera travessa nocturna de l'Atlàntic sud, a bord de l'Argos, sortint de la Guinea Portuguesa fins al Brasil

- Durant el 1929 nou intent de travessia de Ramón Franco que va tindre seriosa avaria prop de les Açores, sent recollit pel portaavions anglès Eagle.

- 18 d'agost de 1930 Wolfgang von Gronau comença un vol des de List a Nova York, passant per Illes Fèroe, Islàndia, Groenlàndia, Península del Labrador. Aquest avió, batejat com Grönland Wal (Balena de Groènlandia) tenia la matrícula D-2053,[2] que estava exposat en els jardins de Deutsches Museum de Múnic, a on va ser destruït durant un bombardeig en 1944.

- En 1932 Lufthansa inaugura el correu aeri amb Amèrica del Sud, creant la línia Stuttgart, Sevilla, illa de Barhurst, vaixell Westfalen, Natal, Buenos Aires, reduint el temps en 5 dies. El vol inaugural fou el 3 de febrer del 1934

- 1939 Tercera expedició alemanya antàrtica amb el suport de dos Dornier Do J anomenats Passat i Boreas que van tenir un paper destacat

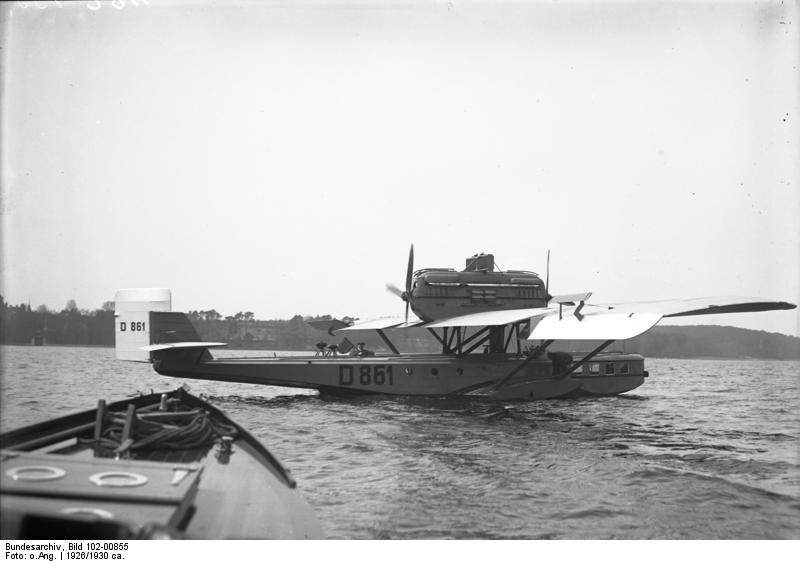
Vista ¾ del darrere del Dornier Do J

## Dades Tècniques (Do J)
- Llargada : 17,25 metres

- Amplada : 22,50 metres

- Alçaria : 6 metres

- Pes en vuit : 3.400 kilograms, Pes a l'envol : 5.665 kilograms

- Velocitat màxima : 180 km/h, Velocitat de creuer : 155 km/h

- Autonomia : 1.200 kilòmetres[7]

- Tripulació : 2 a 4 persones, Capacitat : 10 passatgers

- Armament : màxim de 3 metralladores i 250 de bombes

## Teatre d'Operacions

### Espanya
Va ser de les primeres nacions que va comandar aquests avions, ja que la primera comanda que va fer era de sis aparells, amb motors Hispano Suiza de 300 CV, que van acabar de servir en 1923, passant a fabricar-se poc després en l'empresa Construcciones Aeronáuticas, que en 4 anys en va fabricar 41 aparells.
Al començar la Guerra Civil espanyola estaven enquadrats en el Grup independent d'hidroavions a Los Alcázares, a la base del Atalayón Melilla i a la base de bombardeig de San Javier.

### Alemanya
Possiblement Lufthansa el fes servir per vols en el Mediterrani, i com ja s'ha comentat anteriorment, es va fer servir a partir del 1932 per correu en l'oceà Atlàntic sud, inaugurant-se després les línies de passatgers. A partir de 1933 es comença a fabricar a Friedrichshafen (Alemanya), els primers Wal 33 militars.

### Altres Teatres d'Operacions
- Argentina Aviación Naval Argentina

- Brasil Línies aèries Syndicato Condor.

- Colòmbia SCADATA actualment Avianca, Les forces aèries colombianes van fer servir "Wals" en la guerra Colòmbia – Perú.

- Països Baixos va fabricar en Aviolanda una sèrie d'aparells

- Itàlia a més de fabricar-se a CEMASA, també es va fabricar a Piaggio i en total van fabricar uns 150 aparells.

- Iugoslàvia

- Japó a Kawasaki es van fabricar 2 aparells.

- Noruega

- Portugal

- Regne Unit

- Suïssa

- Unió Soviètica

- Xile

## Models
- Do R (Super Wal)

Aparells més grans, ja que les ales i el fuselatge van ser allargats, el que permetia augmentar la capacitat de passatgers fins a 19 i els tripulants fins a 4.
- Do R2

Model similar a l'anterior però amb dos motors Rolls-Royce Còndor de 650 CV. Va volar per primer cop el setembre de 1926.
- Do R3

Manca documentació sobre aquest model.
- Do R4

Versió amb 2 parells de motors radials Bristol Jupiter de 9 cilindres en estrella, de 525 CV muntats sobre dues góndoles, el que augmentava el seu pes en un 33%, però augmentava la velocitat en un 16%.
- Do 15 Militär Wal - Do 18

Denominació militar del "Wal" a partir de 1934.

## Aparells conservats
Hi ha un Plus Ultra original conservat en el museu de Lujan Argentina, però hi ha una reproducció a escala natural en el museu de l'aire a Cuatro Vientos Madrid.